# Balduí d'Ibelin
Balduí d'Ibelin, també dit Balduí II de Ramla, fou un important senyor del Regne de Jerusalem, fill segon de Barisan d'Ibelin. Participà en dues batalles contra els musulmans, en una de les quals fou capturat i fou alliberat gràcies a la generositat de l'emperador romà d'Orient. Deixà de participar en les croades quan Guiu de Lusignan fou reconegut rei, al qual tenia en mala consideració.

## Orígens i relacions de parentiu
Pertanyia a la noble família dels Ibelin, fill de Barisan d'Ibelin, i germà d'Hug i de Balian. És esmentat per primera vegada signant com a testimoni en un document del 1148 en què la seva família feia una donació al monestir de Sant Llàtzer als afores de Jerusalem.
A la mort del seu germà gran, Hug, el 1169, el castell dels Ibelin li tocava en herència, però el transferí al seu germà Balian i perquè ell ja era senyor de Mirabel i Ramla.
Introduí la família Lusignan a la cort de Jerusalem l'any 1174, amb la persona d'Amalric II de Lusignan, que era gendre seu. Balduí i Balian donaren suport a la candidatura de Ramon III de Trípoli, en contra de Miles de Plancy, com a regent de Balduí IV de Jerusalem el 1174.
Es creu que, després de la mort de la seva segona esposa, Isabel, el 1177, esdevingué el candidat preferit per Ramon de Trípoli per casar-se amb la princesa vídua Sibil·la de Jerusalem. El seu germà Balian s'havia casat recentment amb la madrastra de Sibil·la, Maria Comnena. Segons la Crònica d'Ernul, escrita per un escuder de Balian, encara que la còpia que es conserva data del segle xiii, Balduí i Sibil·la havien estat enamorats i s'intercanviaren cartes durant la captivitat de Balduí.

## Carrera militar
El 1177, juntament amb Balian, lluità en la batalla de Montgisard. També participà en la batalla de Marj Ayyun el 1179, però fou capturat amb altres croats com el mestre templer Eudes de Saint-Amand i Hug de Tiberíades. L'emperador romà d'Orient Manuel I Comnè pagà el seu rescat el 1180 i el portà a Constantinoble. Durant la seva estada en aquesta ciutat, l'emperador morí.

## Política successòria
Balduí tornà a Jerusalem pel casament de Sibil·la, aquell any. Sembla que el comte Ramon de Trípoli estava planejant prendre el poder a la cort mitjançant un matrimoni entre Sibil·la i el seu amic Balduí, però el rei preferí casar-la amb un senyor no nadiu dels estats croats per tal de guanyar el suport de la noblesa europea. Finalment ella es casà amb Guiu de Lusignan, germà menor del cunyat de Balduí, Amalric. Aquell mateix any, el rei casà la seva germanastra Isabel I de Jerusalem, que era fillastra de Balian, amb Humfred IV de Toron, i així reduir la influència dels Ibelin.
El 1183 feu costat a Ramon, contra Guiu, que en aquella època era el regent del rei Balduí IV. Fou un dels barons que aconsellaren al rei coronar el fill de Sibil·la, també dit Balduí, mentre el pare encara era viu però greument malalt, per evitar que Guiu reclamés la successió. El pare de Balduí V morí el 1185, però ell també morí un any després i llavors Sibil·la i el seu marit Guiu foren coronats com a reis de Jerusalem. Els Ibelin i Ramon de Trípoli estaven en contra perquè creien que la successió corresponia a Isabel, però el seu marit, Humfred, s'oposà a causar una guerra civil i jurà fidelitat a Sibil·la i Guiu. Tots els altres barons del reialme l'imitaren, excepte Ramon i Balduí.
Balduí confià la tutoria del seu fill menor, Tomàs, al seu germà Balian, i s'exilià al Principat d'Antioquia, on fou ben rebut.
Balduí tenia Guiu en mal concepte, pensava d'ell que era un poc cervell. Un altre motiu per no voler-li retre vassallatge era que el seu pare tampoc havia estat vassall del pare de Guiu, el veia com un nouvingut sense drets a la corona. És per això que ja no participà en les campanyes militars de Guiu contra Saladí. Probablement morí el 1187.

## Matrimonis i descendència
Balduí d'Ibelin es casà tres vegades.
1. Amb Riquilda de Bethsan, el 1157 o potser abans, però se'n divorcià o bé el matrimoni fou anul·lat el 1174. Tingueren dos fills:

- Tomàs d'Ibelin (nascut abans del 1175 – mort vers el 1188), senyor de Ramla, no es casà ni tingué descendència
- Estefania Esquiva d'Ibelin (c. 1160 – Xipre l'hivern del 1196/1197), casada amb Amalric II de Lusignan abans del 29 d'octubre del 1175; reina consort de Xipre (1194-1196), mare d'Hug I de Xipre. (Després de la seva mort, Amalric es casà amb Isabel de Jerusalem i esdevingué rei de Jerusalem.)

1. Amb Isabel Gothman, matrimoni efectuat el 1175, morta el 1177 o 1178, sense descendència.
2. Amb Maria, filla de Renier, senescal de Trípoli, matrimoni efectuat després de l'abril del 1180, morta després de 1228, sense descendència.